# Thenardia chiapensis
Thenardia chiapensis är en oleanderväxtart som beskrevs av J.K. Williams. Thenardia chiapensis ingår i släktet Thenardia och familjen oleanderväxter. Inga underarter finns listade i Catalogue of Life.